# Oscar Almgren
Oscar Almgren (Stockholm, 1869. november 9. – Uppsala, 1945. május 13.) svéd elsősorban őskorral foglalkozó régész. A fibulakutatásban vállalt úttörő szerepet.

## Élete
Textilgyáros család fia. 1896-ban nyelvészetet és régészetet végzett. 1904–1911 között a stockholmi Történeti Intézetben dolgozott. 1897-től az őskor első magándocense az Uppsalai Egyetemen. 1914–1925 között ugyanott professzor. 1918 után a látása folyamatosan romlott.
A fibulák osztályozásával és típusokba sorolásával szerzett elsősorban tudományos érdemeket. Alapművei máig megkerülhetetlenek. 1919-től levelező tagja a berlini Gesellschaft für Anthropologie, Ethnologie und Urgeschichte tudományos társaságnak.

## Művei
- 1905 Kung Björns hög och andra fornlämningar vid Håga på föranstaltande af Prins Gustav Adolf undersökta 1902-03. Stockholm
- 1913 Zur Bedeutung des Markomannenreiches. Mannus
- 1914/1923 Die ältere Eisenzeit Gotlands – nach den in Statens Historiska Museum, Stockholm aufbewahrten Funden und Ausgrabungsberichten dargestellt (tsz. Birger Nerman). Stockholm
- 1920 Svenska folkets äldsta öden – ett par inledningskapitel till vår historia. Uppsala
- 1927 Hällristningar och kultbruk – bidrag till belysning av de nordiska bronsåldersristningarnas innebörd. Stockholm
- 1934 Nordische Felszeichnungen als religiöse Urkunden. Frankfurt am Main
- 1934 Sveriges fasta fornlämningar från hednatiden. Uppsala
- 1897/1923 Studien über nordeuropäische Fibelformen der ersten nachchristlichen Jahrhunderte, mit Berücksichtigung der provinzialrömischen und südrussischen Formen. Bonn/Leipzig. ISBN 3774912580